# Ebu Hanifa
Numan ibn Sabit Ebu Hanifa арап. نعمان بن ثابت بن زوطا بن مرزبان, (699—767. godine nove ere), bio je osnivač hanefitske versko-pravne škole ili mezheba koja je najrasprostranjenija u islamskom svetu. Balkanski muslimani slede hanefitsku školu, a rasprostranjena je u svim predelima kojima su vladali Abasidi, Seldžuci, Osmanlije i Moguli. Njoj pripadaju i Turci, kao i veliki broj Egipćana, Pakistanaca, Indijaca i Avganistanaca. Hanefitsko stanovište u pogledu razilaženja sa drugim školama je objašnjeno u delu Al-fiqh al-ahbar.
Ebu Hanifa se rodio u Kufi 80. godine po Hidžri. Njegovi preci su rodom iz Kabula, odakle je njegov deda Zuta došao u Kufu kao ratni zarobljenik i tu prihvatio islam. Bio je trgovac po profesiji, a poznavao je i Muhammedovog zeta i četvrtog halifu Aliju ibn Ebi Taliba, sa kojim je bio blizak. Ebu Hanifin otac Sabit je u Kufi držao pekaru, a on sam je bio zanatlija i proizvodio jednu vrstu tkanine koja se zvala haz (al-hazz). Bio je velikodušan i čak materijalno izdržavao svog učenika Ibn Jusufa. Njegov drugi učenik Zufer je rekao kako se Ebu Hanifa toliko zanimao za teologiju da su u njega ljudi upirali prstom. Međutim, nije se toliko zanimao za tradicionalističku školu (ehl el-hadis) koliko za iračku racionalističku školu, čiji je osnivač bio Ali ibn Mes‘ud (umro 32/652) a centar u Kufi. Ibn Šubruma je rekao za njega, “Svet ga je sledio, ali on s time nije hteo imati ništa. Što se nas tiče, svet s nama ne želi imati ništa a mi trčimo za njim.”
Njegovi učitelji bili su Hammad Ebu Ismail ibn Sulejman, te Džafer El-Sadik, potomak poslanika Muhameda, šesti po redu šiitski imam i osnivač džaferitske ili šiitske versko-pravne škole. Najpoznatiji učenici su mu bili Ebu Jusuf (113-182), Muhammed ibn Hasan El Šejbani (135-189) i Ebu Huzejl Zufer ibn El Huzejl (110-158). Ebu Jusuf je udario temelje hanefitskog fikha, postao glavni kadija u abasidskom carstvu i doprineo je da se proširi hanefitska škola.

## Iračka racionalistička škola
Kada je Muhamed počeo da propoveda islam u Arabiji, njegova primitivna beduinska sredina nije imala uređenu državu kao što su to bile obližnja Persija ili Vizantija. Pored veoma lepe poezije i jezičkog umeća, Arapi nisu imali ništa drugo što bi se moglo nazvati civilizacijskom tekovinom – ni školstvo, ni sudstvo, ni zdravstvo. Zbog toga su prvobitni sakupljači hadisa ili Muhamedovih izreka često insistirali na pravnim tekstovima. Dve najstarije zbirke hadisa koje su nastale u Medini, Malikova i Ibn Hanbelova, dela su pravnika.
Pored medinske škole hadisa, postojala je i iračka škola iz Kufe koja se razvila u modernoj državi nastaloj na staroj vavilonskoj tekovini, gde je i nastao najstariji Hamurabijev zakonik. Tako se islam na tom prostoru razvijao obogaćujući i oblikujući ono što je već stvoreno i civilizacijski stečeno, dok je u Medini došlo do preuzimanja beduinskog običajnog prava u Muhammedov sunet. Odatle i razlika između Ebu Hanifine racionalističke škole i ostale tri tradicionalne sunitske škole nastale u Medini.
Ebu Hanifa je razradio koncepte analogije (al-qiyâs) i slobodnog mišljenja (el-re’j). Naime, jednom prilikom je jedan od Muhammedovih drugova ili ashaba hteo da otputuje u Jemen kako bi tamo propovedao islam, te je na pitanje kako će to izvesti odgovorio da će se osloniti na Kuran i sunet, osim onda kada ne nađe nikakav izvor za neki problem, kada će se osloniti na zdrav razum i sopstveno nahođenje. U Medini, naprotiv, smatralo se da je beduinsko običajno pravo dalo savršen primer za islamsko, jer ga je Muhamed za života prećutno odobrio. Zbog toga su medinski sakupljači hadisa, u nadi da će o svakoj mogućoj temi pronaći makar i manje autentičan izvor, beležili sve hadise do kojih su dolazili. Tako je Ahmed ibn Hanbel u svom delu El-Musned (dosl. osnova) sakupio između trideset i četrdeset hiljada hadisa, čija je autentičnost matematički nemoguća, dok se u klasičnim zbirkama Buharije i Muslima, ako se izuzmu ponavljanja, nalaze samo 2602 i 3033 pojedinačna hadisa.

## Crtice iz Ebu Hanifinog života
O Ebu Hanifinom ocu Sabitu je zabeležena jedna legenda. Dok se na užasnoj vrućini odmarao pored reke, do njega se dokotrljala neka pomorandža. Nakon što ju je sa uživanjem pojeo, seti se da ona možda nekome pripada i da je bespravno pojeo tuđe. Tako se zaputio uzvodno kako bi našao drvo sa koga je otpala i naišao do neke plantaže i ponudio vlasniku da plati pomorandžu. Ovaj je to odbio i zatražio od Sabita da u ime odštete radi na njegovom imanju godinu dana, ili da oženi njegovu gluvonemu i slepu kćerku. Sabit je odabrao ovu drugu opciju i tek nakon venčanja otkrio da je prelepa devojka bila slepa na ružne prizore, gluva na ogovaranje i nema za ružne reči. U takvoj porodici se rodio Ebu Hanifa.
Mensurov komornik Rabi‘ ibn Junus kaže da je halifa naredio da pred njega izađu Malik, Ibn Ebi Diba i Ebu Hanifa. Pitao je, “Da li ja zaslužujem ovu vlast nad ljudima?”
Malik je odgovorio: “Da je ne zaslužuješ, Allah ti je ne bi ni dao.”
Ibn Ebi Diba je rekao, “Bog daje kraljevstvo onome kome Ga je volja, ali kraljevstvo ovog svijeta dato je onom koji za njim žudi, a potpomognut je od Boga da do njega dođe. Pomoć od Boga će te praviti ako Ga slušaš, a ako Mu se ne budeš pokoravao, ona će ti biti uskraćena. Samo zbor onih koji se plaše Boga može konstituisati halifat, a onaj ko ga uzme silom nema pravo na njega. Ti i tvoji saradnici ste lišeni Božije pomoći, lišeni ste od istine. Ako zatražiš od Svemogućeg da ti da spokojstvo, pokušaš da Mu se približiš dobrim delima, dobićeš Njegovu milost. U suprotnom, ti si samozvanac.” Ostala dvojica pokriše se ogrtačima da ih ne poprska krv od odrubljivanja glave,
a Ebu Hanifa reče: “Čovek koji teži pravom putu, kloni se srdžbe. Preispitaj svoju savest i videćeš da nas nisi pozvao radi Boga nego da nas primoraš da kažemo nešto što ti odgovara, što bi došlo od naroda. Istina je, ti si postao halifa bez skupa makar dvojice ljudi koji izriču pravna mišljenja (ahl al-fatwa); znaš da se Ebu Bekr uzdržao od toga da donosi odluke šest meseci, sve dok nisu stigle vesti o zakletvi Jemenaca.”
Onda je halifa poslao Rabi‘a da im odnese svakom po kesu zlata, s tim da ako je druga dvojica prihvate, da mu donesu njihove glave. 
Malik uze, a ostala dvojica ne uzeše. 
Ebu Hanifa je prokomentarisao, “Ne bih uzeo ni da mi odrubiš glavu.” 
Rabi‘ je prokomentarisao, “Njihova suzdržljivost spasila im je glave”.

## Neke Ebu Hanifine izreke
“Budi zadovoljan da potrošiš na svoje potrebe i za to ne zahvaljuj nikome do Bogu. Nisam ti dao ništa svoje. To je Božiji dar, On mi je to dao za tebe.”
“Mi ne kažemo da greh ne donosi grešniku nikakvu štetu. Mi ne kažemo da vernik neće nikada ići u pakao niti da će večno živeti u paklu ako je prekršilac. Mi takođe ne kažemo, kao murdžiti, da će naša dobra dela biti sigurno nagrađena, a naši gresi bez sumnje oprošteni.”
“Što se tiče nevernika, mi smo zaključili da mu je suđeno da ide u raj ili u pakao. Mi ne možemo optužiti nijednog muslimana za neveru, politeizam ili dvoličnjaštvo, osim ako ga zaista ne vidimo kako se time bavi.”
“Mi ne isključujemo muslimana iz zajednice za bilo koji greh, koliko god da je težak, sve dok on ne počne da tvrdi da je to dozvoljena radnja... Vernik može da bude prestupnik, a da pritom ne postane nevernik.”

## Bibliografija
- Za detaljnija objašnjenja o životu i učenju Ebu Hanife pogledati delo Leksikon islama od Nerkeza Smailagića, koje je domaći izbor i prevod lajdenske Enciklopedije islama.
- Ebu El-E‘alâ El Mavdudi, Politička misao u islamu, in M.M. Sharif, Historija islamske filozofije, I,II, Zagreb, 1988. Internet verzija u originalu: https://web.archive.org/web/20090508145332/http://www.muslimphilosophy.com/hmp/index.html
- Muhamed Seid Serdarević, Fiqh al-‘ibâdât
- Ejub Todorovac, Kazivanja Ševke Bulbula, pripovetka “Hak”, Sarajevo, 1990.

## Literatura
- Schacht, J. (1960). „Abu Hanifa (search results)”.  Ур.: Gibb, H. A. R.; Kramers, J. H.; Lévi-Provençal, E.; Schacht, J.; Lewis, B.; Pellat, Ch. The Encyclopaedia of Islam, New Edition, Volume I: A–B. Leiden: E. J. Brill. стр. 123—124. OCLC 495469456.
- al-Quduri, Ahmad ibn Muhammad (2010). Mukhtasar al-Quduri. Translated by Tahir Mahmood al-Kiani (First изд.). Ta-Ha Publishers Ltd. ISBN 978-1842001189.
- Nu'mani, Shibli (1998). Imām Abū Ḥanīfah – Life and Works. Translated by M. Hadi Hussain. Islamic Book Service, New Delhi. ISBN 81-85738-59-9.
- Abdur-Rahman ibn Yusuf, Imam Abu Hanifa's Al-Fiqh Al-Akbar Explained
- Abū Ḥanīfah: Muslim jurist and theologian, in Encyclopædia Britannica Online, by Zafar Ishaq Ansari, The Editors of Encyclopaedia Britannica, Thinley Kalsang Bhutia, Surabhi Sinha and Adam Zeidan
- Abbas, H. (2021). The Prophet's Heir: The Life of Ali Ibn Abi Talib. Yale University Press. ISBN 9780300252057.
- Algar, H. (1984). „ĀL-E ʿABĀ”. Encyclopædia Iranica. I. стр. 742.
- Amir-Moezzi, M.A. (2022). „Ghadir Khumm”. Encyclopaedia of Islam (Third изд.). Brill Reference Online.
- Bar-Asher, Meir M.; Kofsky, Aryeh (2002). The Nusayri-Alawi Religion: An Enquiry into Its Theology and Liturgy. Brill. ISBN 978-9004125520.
- Brunner, R. (2014). „Ahl al-Bayt”.  Ур.: Fitzpatrick, C.; Walker, A.H. Muhammad in History, Thought, and Culture: An Encyclopedia of the Prophet of God. стр. 5—9.
- Campo, J.E. (2004). „AHL AL-BAYT”.  Ур.: Martin, R.C. Encyclopedia of Islam and the Muslim world. Macmillan Reference. стр. 25, 26.
- Campo, J.E. (2009). „ahl al-bayt”. Encyclopedia of Islam. Facts On File, Inc. стр. 23. ISBN 978-0-8160-5454-1.
- Esposito, J.L. (2004). The Oxford Dictionary of Islam. Oxford University Press. стр. 9. ISBN 9780199757268.
- Glassé, C. (2003). „Ahl al-Bayt”. The New Encyclopedia of Islam. Rowman Altamira. стр. 31. ISBN 9780759101906.
- Goldziher, I.; Arendonk, C. van; Tritton, A.S. (2022). „Ahl Al-Bayt”.  Ур.: Bearman, P. Encyclopaedia of Islam (Second изд.). Brill Reference Online.
- Gril, Denis (2003). „Love  and  Affection”.  Ур.: McAuliffe, Jane  Dammen. Encyclopaedia  of the  Qur’ān. 3. Brill. стр. 233—7. ISBN 9789004123557.
- Howard, I.K.A. (1984). „AHL-E BAYT”. Encyclopædia Iranica. I/6. стр. 635.
- Jafri, S.H.M (1979). Origins and Early Development of Shia Islam. London: Longman.
- Lalani, Arzina R. (2000). Early Shi'i Thought: The Teachings of Imam Muhammad al-Baqir. I. B. Tauris. ISBN 978-1860644344.
- Leaman, O. (2006). „AHL AL-BAYT”.  Ур.: Leaman, O. The Qur'an: An Encyclopedia. Taylor & Francis. стр. 16, 17.
- Madelung, W (1997). The Succession to Muhammad: A Study of the Early Caliphate. Cambridge University Press. ISBN 9780521646963.
- Mavani, H. (2013). Religious Authority and Political Thought in Twelver Shi'ism: From Ali to Post-Khomeini. Routledge. ISBN 9781135044732.
- Momen, M. (1985). An Introduction to Shi'i Islam. Yale University Press. ISBN 9780300034998.
- Nasr, S.H.; Dagli, C.K.; Dakake, M.M.; Lumbard, J.E.B.; Rustom, M., ур. (2015). The Study Quran: A New Translation and Commentary. Harper Collins. ISBN 9780062227621.
- Sharon, M. (2004). „People of the House”.  Ур.: McAuliffe, J.D. Encyclopaedia of the Quran. 4. Brill. стр. 48—53. ISBN 9789004123557.
- Soufi, Denise Louise (1997). The Image of Fatima in Classical Muslim Thought (Теза). Princeton University.
- Thurlkill, Mary F. (2008). Chosen Among Women: Mary and Fatima in Medieval Christianity and Shi`ite Islam. University of Notre Dame Pess. ISBN 9780268093822.
- Veccia Vaglieri, L. (2022a). „Fāṭima”.  Ур.: Bearman, P. Encyclopaedia of Islam (Second изд.). Brill Reference Online.
- Veccia Vaglieri, L. (2022b). „G̲h̲adīr K̲h̲umm”. Encyclopaedia of Islam (Second изд.). Brill Reference Online.

## Spoljašnje veze
- The Life of Imam Abu Hanifa Biography at Lost Islamic History.
- Imam Abu Hanifa by Jamil Ahmad.
- Al-Wasiyyah of Imam Abu Hanifah Translated into English by Shaykh Imam Tahir Mahmood al-Kiani.
- Book on Imam e Azam Abu Hanifa (Urdu)
- Abu Hanifa on Muslim heritage
- Imām Abū Ḥanīfah By Shiekh G. F. Haddad
- Some teachers and students of Imam Abu Hanifa